# Známkomluva
Známkomluva je stejně jako květomluva jazyk, kterým se dá „zašifrovaně“ hovořit. Účel známkomluvy je nalepit poštovní známky určitým způsobem tak, aby byl adresát schopen vzkaz přečíst. Známkomluva může vyjadřovat tyto vzkazy: Miluji Tě, Přijď brzo, Políbení, Odpověz ihned apod.

## Historie
Známkomluva byla na rozkvětu v letech 1918–1938. Ve 21. století se již nepoužívá.
Za první světové války údajně existoval tajný agent Německa, vyslaný do Anglie, kde se vydával za sběratele známek, ale doopravdy posílal dopisy psané známkomluvou. Tato historka však patří spíš mezi legendy.